# Lào thuộc Pháp
Xứ Bảo hộ Lào (tiếng Pháp: Protectorat français du Laos), hoặc Lào thuộc Pháp (tiếng Pháp: Laos français) là một vùng đất bảo hộ thuộc Đế quốc thực dân Pháp, bao gồm hầu hết lãnh thổ Vương quốc Lan Xang trước đây. Lãnh thổ này là một phần của Liên bang Đông Dương từ năm 1893 cho tới khi được trao quyền tự trị nằm trong Liên hiệp Pháp vào năm 1946.

## Lịch sử

### Giai đoạn 1893 - 1916
Không thực hiện được đại kế hoạch sáp nhập nước Xiêm, Pháp không còn chú ý đến Lào và trong năm mươi năm tiếp sau nó vẫn là một vùng tù túng bên trong đế chế Đông Dương của Pháp. Về mặt chính thức, Vương quốc Luang Phrabang và Champāsak vẫn là những vùng bảo hộ với quyền tự trị bên trong, nhưng trên thực tế chúng bị cai quản bởi các công sứ Pháp. Vua Sīsavāngvong, người lên làm vua Luang Phrabang năm 1904, vẫn giữ sự trung thành rõ ràng với người Pháp trong 55 năm cai trị của mình. Phần còn lại của đất nước ban đầu được chia làm hai vùng, Thượng Lào và Hạ Lào, mỗi vùng được một sĩ quan chỉ huy, và đóng đô tại Luang Phrabang và Pākxē. Sau đó nước này được chia thành mười một tỉnh, mỗi tỉnh có một vị công sứ người Pháp. Năm 1898 toàn bộ lãnh thổ Lào bị đặt dưới sự tổng giám sát của một Tổng công sứ, đóng đô ở Viêng Chăn (người Pháp đánh vần là Vientiane) chịu trách nhiệm với Toàn quyền pháp ở Hà Nội. An ninh, phong tục và thông tin liên lạc được kiểm soát từ Hà Nội, và vì thế bị sao nhãng ở trên lãnh thổ Lào, nơi có ít ưu tiên về ngân sách. Các chính quyền địa phương chịu trách nhiệm về sức khoẻ, giáo dục và pháp luật, và tự kiếm lấy tiền ở địa phương mà chi dùng.
Người Pháp thừa hưởng một lãnh thổ ít dân và bị đồi phong bại tục trong nhiều năm chiến tranh và mất trật tự: năm 1910 chỉ có khoảng 600.000 người sống ở Lào, gồm nhiều người Trung Quốc và Việt Nam. Để lập lại trật tự, một quân đội địa phương, Garde Indigène, được thành lập gồm một hỗn hợp các đội quân Lào và Việt Nam dưới sự chỉ huy của sĩ quan Pháp. Cướp bóc bị áp chế, nô lệ bị bãi bỏ, và chế độ quan liêu Lào-Lum ưu việt hơn so với Lào-Theong và Lào-Sūng bị ngăn lại. Các nhân viên người Việt được đưa vào trong bộ máy hành chính để giúp đỡ cho số lượng nhân viên người Pháp ít ỏi – năm 1910 chỉ có khoảng 200 người Pháp trên toàn bộ nước Lào. Các thương nhân Trung Hoa và Việt Nam tới những thành phố đang hồi phục (đặc biệt là Viêng Chăn) và hồi sinh thương nghiệp.
Người Pháp nắm lấy quyền thu thuế vốn trước kia do người Xiêm đảm nhiệm, nhưng bởi vì các quan chức Pháp ít tham nhũng hơn quan chức Xiêm nên số thuế thu được tăng lên. Người Lào nói chung cũng có trách nhiệm phải đi phu phen, quy định là mười ngày một năm, dù có thể xin miễn bằng cách trả tiền. Người Lào-Lum hay phải đi phu nhất, có lẽ bởi vì họ bị coi là chỉ thích hợp với những vùng núi ở Lào và những công việc kiểu nô lệ. Người Việt Nam và Trung Quốc không phải đi phu (không đúng sự thực, ít nhất là đối với người Việt Nam), nhưng phải chịu một mức thuế theo đầu người bằng tiền mặt lớn hơn. Những khoản thu khác từ việc buôn bán thuốc phiện, rượu và độc quyền muối của nhà nước. Tuy nhiên, chính quyền hành chính ở Lào luôn thiếu tiền, và sự phát triển, đặc biệt ở vùng núi cao rất chậm chạp.
Nói chung, người Lào coi sự cai trị của Pháp là dễ chịu hơn so với người Xiêm, và nó bảo đảm rằng thỉnh thoảng không có những cuộc nổi dậy có tổ chức chống lại họ. Tuy nhiên, năm 1901, một cuộc nổi loạn nổ ra ở phía nam do một người Lào-Theong tên là Ong Kaeo lãnh đạo, ông tự coi mình là phū mī bun (người thần thánh) và tôn thờ chúa cứu thế. Cuộc nổi loạn này về tính chất không phải là chống lại pháp hay những người Lào theo chủ nghĩa quốc gia, nhưng lôi cuốn được nhiều người ủng hộ và chỉ tới năm 1910 mới bị đàn áp triệt để khi Ong Kaeo bị giết. Tuy nhiên, một trong những chỉ huy dưới quyền Ong Kaeo, Ong Kommadam, vẫn sống sót và trở thành nhà lãnh đạo những người Lào theo chủ nghĩa quốc gia những năm sau đó. Sau cuộc cách mạng Trung Quốc năm 1911, có những rắc rối xảy ra ở phía bắc Lào khi các vị lãnh chúa và bọn kẻ cướp Trung Quốc đem chiến tranh sang phía bên kia biên giới (vốn chưa được xác định rõ ràng) và bởi vì những người Lào-Sūng có quan hệ với Trung Quốc bị lôi kéo vào cuộc xung đột. Pháp cố gắng điều chỉnh việc buôn thuốc phiện cũng dẫn tới nổi loạn ở một số vùng. Trong những năm 1914-16 có một cuộc nổi loạn của người H'Mông được gọi là "cuộc nổi loạn của người điên" theo lãnh đạo của nó, một pháp sư được gọi là Pāchai. Lịch sử chính thức của Lào sau này gọi tất cả những cuộc nổi loạn đó là "những cuộc chiến đấu chống thực dân" nhưng đây là một sự cường điệu.

### Giai đoạn 1916 - 1945

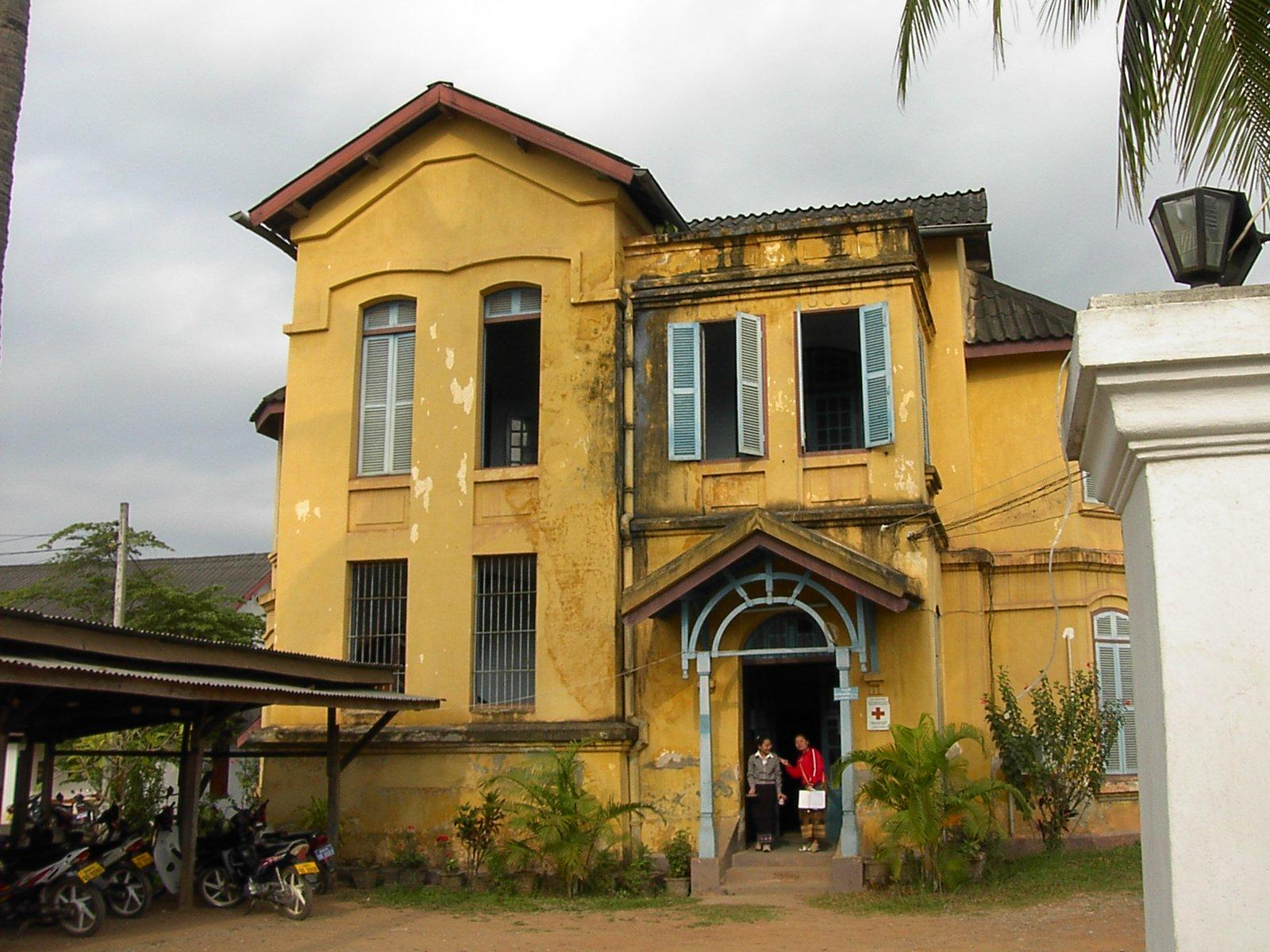
Một kiến trúc thuộc địa Pháp điển hình (nay là trung tâm y tế) tại Luang Phrabang.

Sự so sánh giữa cách cai trị của người Pháp và người Xiêm đã dẫn tới việc nhiều người Lào ở Isan di cư quay về trong nước, làm tăng dân số và phục hồi thương mại. Những thành phố ở châu thổ sông Cửu Long như Viêng Chăn, Savannakhēt và Paksē bắt đầu phát triển, dù người Việt và người Trung Quốc vẫn chiếm số đông ở đó. Nông nghiệp và thương mại phục hồi. Người Pháp hy vọng hướng thương mại Lào về phía hạ lưu sông Cửu Long tới Sài Gòn, nhưng họ không thể cạnh tranh với con đường thương mại nhanh chóng và rẻ hơn qua Bangkok, đặc biệt khi những đường sắt của người Xiêm đã tiến tới sông Cửu Long trong thập kỷ 1920. Điều này khiến cho Xiêm vẫn đóng một vị trí quan trọng trong kinh tế Lào sau khi ảnh hưởng chính trị của Xiêm đã chấm dứt: một sự thực hiện vẫn không thay đổi. Người Pháp đề nghị xây dựng một tuyến đường sắt xuyên qua vùng núi tới Việt Nam, nhưng vốn cho dự án này không bao giờ được Paris duyệt chi. Tuy nhiên người Pháp đã xây dựng tuyết đường quan trọng nhất ở Lào, Quốc lộ 13 từ Viêng Chăn tới Paksē (gần đây hơn nó đã được kéo dài về phía bắc tới Luang Phrabang). Nhưng phát triển kinh tế vẫn còn chậm chạp. Có một số mỏ thiếc và một số vùng trồng cà phê, nhưng tình trạng cô lập của quốc gia này và địa hình không thích hợp có nghĩa là nó không bao giờ được chính quyền bảo hộ coi là một nơi để kiếm ra tiền. Hơn 90% người Lào vẫn là nông dân, với thặng dư lương thực chỉ vừa đủ để bán lấy tiền nộp thuế.
Đa số người Pháp tới Lào là các viên chức, người định cư hay truyền giáo đã phát triển ảnh hưởng mạnh tới đất nước và dân chúng Lào, và nhiều người đã bỏ ra hàng thập kỷ để làm những việc mà họ cho là giúp cải thiện đời sống của dân Lào. Một số lấy vợ người Lào, học tiếng, theo Phật giáo và "trở thành giống dân địa phương" – một điều được chấp nhận nhiều hơn ở đế chế thuộc địa Pháp so với Anh. Tuy nhiên, với những thói quen căn bản đặc trưng của người Âu ở thời gian đó, họ có coi người Lào là hiền lành, tử tế, ngây thơ, khờ dại và lười biếng, coi họ theo điều mà một nhà văn đã gọi là "một sự pha trộn của ảnh hưởng và exasperation." Họ không tin rằng người Lào sẽ có thể tự cai quản lấy mình, và rất đủng đỉnh trong việc lập ra một hệ thống giáo dục kiểu phương Tây ở Lào. Trường trung học đầu tiên ở Viêng Chăn mãi tới năm 1921 mới mở cửa, và chỉ trong thập kỷ 1930 những sinh viên Lào mới được tiếp cận với giáo dục ở mức cao hơn tại Hà Nội hay Paris. Dần dần một mạng lưới các trường tiểu học phát triển ra khắp những vùng đất thấp, và tới những năm 1930 tỷ lệ biết chữ trong cộng đồng Lào-Lum đã tăng khá nhiều. Nhưng ở những vùng cao, nơi người dân nói tiếng Lào thổ ngữ hay tiếng không phải Lào, vẫn còn chưa được tiếp cận với giáo dục.
Trong số những người Lào đầu tiên được tiếp thu nền giáo dục tiên tiến phương Tây là ba anh em thuộc tầng lớp trên, con trai (khác mẹ) của Chau Bunkhong, vị uparāt (phó vương có quyền thế tập) ở Luang Phrabang: gồm Hoàng tử Phetxarāt (1890-1959), Hoàng tử Suvannaphūmā (1901-84) và Hoàng tử Suphānuvong (1909-95), những người này sau đó đã lãnh đạo chính trị Lào trong nhiều năm. Phetxarāt tốt nghiệp Trường thuộc địa ở Paris và là người Lào đầu tiên tới học ở Đại học Oxford. Cả Suvannaphūmā và Suphānuvong đều tốt nghiệp kỹ sư ở Pháp. Suvannaphūmā cũng học những môn kinh điển, tiếng Latinh, tiếng Hy Lạp và Pali: trở thành một hình mẫu một nhà chính trị học giả kiểu Pháp. Có một sự quan sát tiêu chuẩn của lịch sử hậu thuộc địa rằng những học giả được giáo dục kiểu phương tây sau này sẽ trở thành lãnh đạo của các phong trào chống chủ nghĩa thực dân. Những người được Pháp giáo dục như Phetxarāt, Suvannaphūmā và Suphānuvong có lẽ sẽ xác định trường hợp này ở Lào, nhưng trên thực tế tất cả họ đầu tiên đều là những quan chức Lào và sau đó mới là những trí thức có tinh thần quốc gia, thậm chí Suphānuvong cuối cùng trở thành nhà lãnh đạo bù nhìn của nước Lào cộng sản. Lào không bao giờ sản sinh ra một con người kiểu Pol Pot, một người được đào tạo ở Pháp và hoàn toàn chủ trương tư tưởng Mác xít. Sự đóng góp thực tế của Pháp cho chủ nghĩa quốc gia Lào, tách ra khỏi sự thành lập nước Lào, được thực hiện bởi những chuyên gia đông phương học của Trường viễn đông bác cổ Pháp (École Française d'Extrême-Orient), những người đã thực hiện các công việc khảo cổ chính, tìm kiếm và xuất bản những văn bản lịch sử Lào, tiêu chuẩn hoá chữ viết trong ngôn ngữ Lào, phục hồi những đền chùa và lăng tẩm đa hư hại và năm 1931 lập ra Viện Phật giáo Lào độc lập ở Viêng Chăn, nơi Pali từng được dạy dỗ và nhờ thế người lào có thể nghiên cứu lịch sử cổ đại của riêng nước mình. Sự khôi phục và giữ gìn những vinh quang văn hoá cũ của Luang Phrabang là một đặc tính và sự nỗ lực của văn minh Pháp.
Sự khuyến khích văn hóa và nghiên cứu lịch sử Lào của người Pháp đã tạo ra một tầng lớp trí thức Lào mới, họ nhanh chóng tập hợp dưới sự lãnh đạo của Phetxarāt, một học giả tài năng. Phetxarāt hiện được coi là một người theo chủ nghĩa quốc gia, nhưng ở vị trí số một ông phải là người dẫn đầu sự hợp tác của Lào với pháp. Năm 1923 ông được chỉ định làm Giám sát bản xứ về những công việc chính trị và hành chính, khiến ông trở thành người Lào có chức vị cao nhất nước. Ông làm việc để tăng số vị trí người Lào trong bộ máy hành chính và giảm bớt vai trò của người Việt Nam, là giống người mà người Lào ghét nhất, còn hơn cả họ ghét người Pháp. Phetxarāt và những nhà lãnh đạo Lào khác thích kiểu cai trị của Pháp bởi vì nó bảo vệ họ khỏi người Xiêm và người Việt Nam. Chỉ khi người Pháp mất đi quyền lực và uy tín thì tầng lớp trí thức Lào mới quay sang chống lại họ.

### Giai đoạn 1945 - 1946
Ngày 9 tháng 3 năm 1945, hoàng quân Nhật Bản đảo chính và gạt Pháp khỏi Đông Dương. Chính phủ Đế quốc Nhật Bản đột ngột tuyên bố trao quyền cho các chính quyền bản xứ và ra lệnh tống giam nhiều viên chức Pháp. Ngày 11 tháng 3, đại sứ Yokoyama Masayuki vào Hoàng thành Huế yết kiến hoàng đế Bảo Đại và chứng kiến lời tuyên cáo độc lập của Đế quốc Việt Nam. Ngày 13 tháng 3, vua Cao Miên cũng theo gương Bảo Đại rồi đến ngày 8 tháng 4 thì quốc vương Lào (Luang Prabang) cũng tuyên bố độc lập. Nhưng sau khi Đế quốc Nhật Bản đầu hàng Đồng Minh (14 tháng 8 năm 1945, một cao trào độc lập dấy lên mạnh mẽ tại các xứ Đông Dương. Ngày 27 tháng 8 năm 1946, chính phủ Pháp tuyên bố Lào tự trị và trao cho quốc gia này những quyền hạn lớn hơn trong Liên bang Đông Dương. Ngày 11 tháng 5 năm 1947, Hiến pháp Vương quốc Lào được công bố, qua đó kết thúc tình trạng bảo hộ tại Lào.

## Danh sách Thống sứ Pháp tại Lào

### Khu vực Viêng Chăn
1. Marie Auguste Armand Tournier: Tháng 4 năm 1899 - tháng 4 năm 1903
2. Georges Mahé (một thời gian) (tạm thời): Tháng 8 năm 1903 - tháng 5 năm 1906
3. Louis Saturnin Laffont (tạm thời): Tháng 5 năm 1906 - tháng 4 năm 1907
4. Georges Mahé (lần 2): Tháng 4 năm 1907 - 1912
5. Ernest Outrey (tạm thời) (1863 - 1941): Tháng 8 năm 1910 - tháng 7 năm 1911
6. Louis Antoine Aubry de la Noe (Tạm thời): Tháng 1 năm 1912 - tháng 7 năm 1913
7. Claude Léon Garnier (một thời gian): Tháng 7 năm 1913 - tháng 10 năm 1913
8. Jean Édouard Bourcier Saint-Chaffray (tạm thời)(1870 - ?): Tháng 10 năm 1913 - tháng 2 năm 1914
9. Claude Léon Garnier (2 lần): Tháng 5 năm 1914 - tháng 5 năm 1918
10. Jules Bosc: Tháng 6 năm 1918 - tháng 3 năm 1931
11. Joël Darrousin (tạm thời): Tháng 4 năm 1921 - 1923
12. Jean-Jacques Dauplay (tạm thời) (1878 - ?): Tháng 5 năm 1925 - tháng 1 năm 1926
13. Paul Raymond Octane Le Boulanger: Tháng 5 năm 1928 - Tháng 12 năm 1928
14. Paul Raymond Octane Le Boulanger (một thời gian) (tạm thời); tháng 3 năm 1931
15. Pierre André Michel Pages (1893 - 1980): tháng 3 năm 1931
16. Yves Chatel (1885 - 1944): Tháng 3 năm 1931 - tháng 6 năm 1931
17. Paul Raymond Octane Le Boulanger (Thời gian 2) (tạm thời): Tháng 6 năm 1931 - tháng 10 năm 1931
18. Jules Nicolas Thiebaut (tạm thời): Tháng 10 năm 1931 - 1932
19. Aristide Eugène Le Fol: Tháng 2 năm 1932 - 1933
20. Anthony Adrien Maurice Roques: 1933 - tháng 1 năm 1934
21. Louis Frédéric Eckert (tạm thời): Tháng 1 năm 1934 - Tháng 7 năm 1934
22. Anthony Adrien Maurice Roques (Thời gian 2): Tháng 7 năm 1934 - tháng 8 năm 1934
23. Eugène Henri Roger Eutrope: Tháng 8 năm 1934 - 1938
24. Louis Frédéric Claire Guillaume Marty (tạm thời): Tháng 11 năm 1934 - 1935
25. André Touzet: Tháng 4 năm 1938 - Tháng 11 năm 1940
26. Adrien Anthony Maurice Roques (Thời gian 3) (tạm thời): Tháng 11 năm 1940 - Tháng 12 năm 1941
27. Louis Antoine Marie Brasey (1891 - 1957): Tháng 12 năm 1941 - Tháng 3 năm 1945
28. Hans Imfeld[3] (1902 - 1947): 25 tháng 8 năm 1945 - tháng 4 năm 1946

### Khu vực Luang Prabang
1. Joseph Vacle (một thời gian)(tạm thời): Tháng 6 năm 1895 - 1897
2. Paul Louis Luce (tạm thời): Tháng 5 năm 1897 - Tháng 10 năm 1898
3. Joseph Vacle (2 lần)(tạm thời): Tháng 10 năm 1898 - 1899
4. Léon Jules Pol Boulloche (1855 - ?): Tháng 9 năm 1895 - tháng 3 năm 1896

### Khu vực Champasak
1. Auguste Pavie (1847 - 1925): 5/6/1894 - 1895
2. Marie Auguste Armand Tournier: Tháng 5/1895 - tháng 4/1899